# Regno di Maiorca
Il Regno di Maiorca fu uno Stato istituito da Giacomo I il Conquistatore come regno vassallo della Corona d'Aragona.

## Geografia
Includeva le isole conquistate ai Mori, ossia le Baleari, a cui furono aggregate le contee del Rossiglione e della Cerdagna, situate nella Catalogna del Nord, e i territori che Giacomo possedeva in Occitania (le zone di Montpellier, Carlat e Aumelas).

## Storia
Alla morte di Giacomo, il regno passò al suo secondo figlio, che regnò sotto il nome di Giacomo II di Maiorca. Giacomo III di Maiorca fu spodestato dal trono dal cugino Pietro IV d'Aragona nel 1344, e fu ucciso tentando di recuperare il regno nel 1349. Suo figlio Giacomo IV di Maiorca pretese il titolo di Re di Maiorca, e a lui succedette la sorella Isabella.

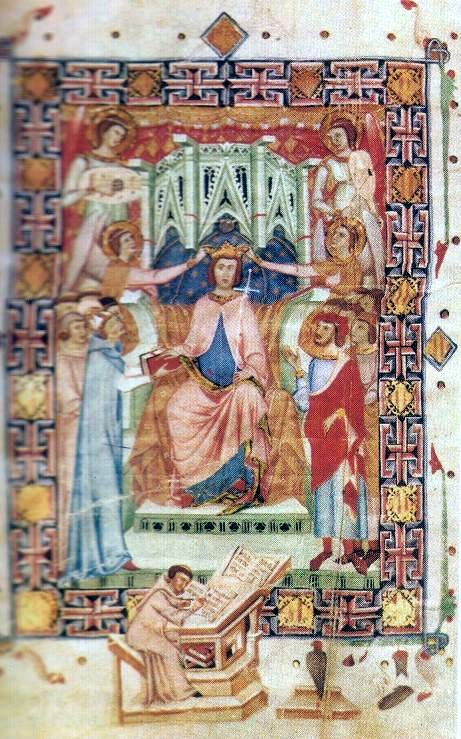
Giuramento dei privilegi del regno di Giacomo II di Maiorca di fronte al padre Giacomo I di Aragona

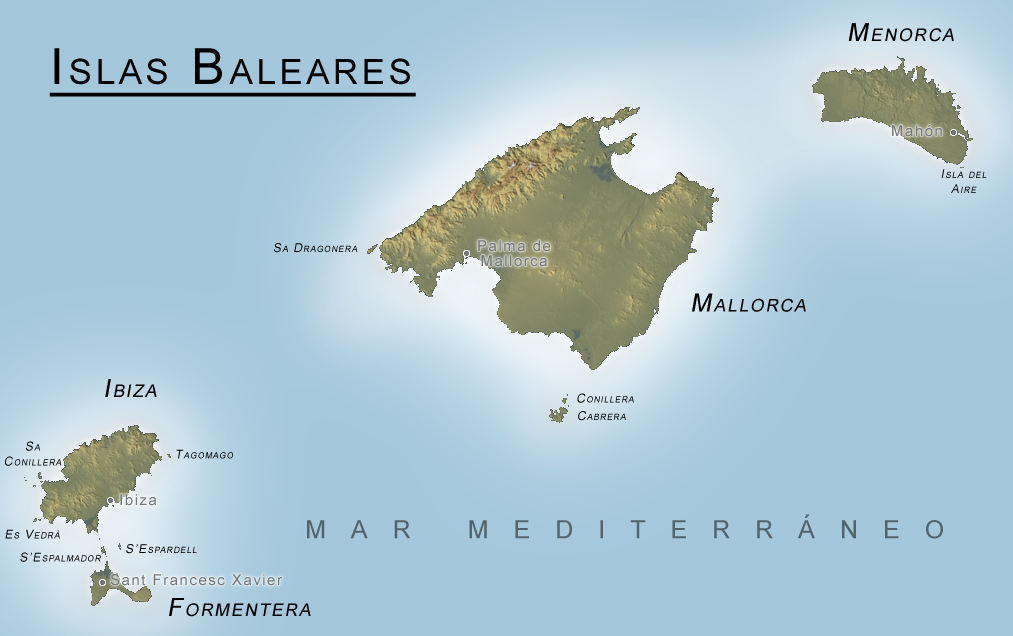
Mappa delle Isole Baleari

Mappa della regione che corrisponde approssimativamente a domíni della Corona d'Aragona prima della conquista di Valencia

Il regno di Maiorca, comunque continuò ad esistere, con i propri fueros, nell'ambito della Corona d'Aragona e poi nel Regno di Spagna, sino a che, Filippo V di Spagna, dopo la fine della guerra di successione spagnola, tra il 1707 ed il 1716 impose ai regni di Aragona, Maiorca e Valencia ed alla Catalogna di uniformarsi alle leggi ed alle giurisdizioni castigliane, riducendo i vecchi regni al rango di province castigliane.

### La Conquista di Maiorca
Per porre fine alla minaccia dei pirati di Maiorca, i mercanti di Barcellona, Tarragona e Tortosa chiesero aiuto al loro re, Giacomo I di Aragona. I Borghesi catalani misero a disposizione le proprie navi, mentre i nobili si accordarono per partecipare all'impresa in cambio di parte del bottino e dei domini territoriali da conquistare, mentre i nobili aragonesi pur accettando le stesse condizioni, non parteciparono molto numerosi in quanto davano la priorità alla conquista del Regno di Valencia.
L'impresa fu quindi merito principalmente dei catalani, che poi furono coloro che in maggioranza vi si sarebbero stabiliti. Nel 1229, le forze catalane salparono da Salou e le truppe catalano-aragonesi sbarcarono a Santa Ponsa e, nella battaglia di Portopi, sconfissero i musulmani di Abú Yahya, il governatore almohada semi-indipendente dell'isola, che venne conquistata in pochi mesi (Giacomo I entrò nella capitale dell'isola il 31 dicembre del 1229), solo un piccolo nucleo di resistenza musulmana permase fino al 1232.
Le popolazioni musulmane dell'isola fuggirono in Africa o vennero fatti schiavi, Maiorca venne ripopolata dai catalani, soprattutto della Catalogna settentrionale (l'attuale Rossiglione, francese), mentre gli abitanti di Medina Mayurqa furono sterminati.
Il Regno di Maiorca venne annesso alla corona di Aragona sotto il nome di regnum Maioricarum et insulae adyacentes, ottenendo la carta di franchigia nel 1230. L'istituzione nel 1249 del comune di Maiorca (l'attuale Palma de Majorca) contribuì all'istituzionalizzazione del regno.

### La sottomissione di Minorca
Il monarca aragonese si vide impossibilitato a conquistare Minorca a causa delle divisioni interne del suo esercito aragonese-catalano, per via del bottino e della riduzione delle sue forze armate, dovuta alle epidemie sorte a seguito dei massacri di Medina Mayurqa.
Il sovrano nonostante tutto riuscì ad ottenere un vassallaggio su Minorca grazie al Trattato di Capdepera, con il quale i musulmani menorchini accettarono la sua sovranità (1231).

### La Conquista delle isole Pitiuse, Ibiza e Formentera
Le ultime isole del Mediterraneo a cedere alla sottomissione catalana furono Ibiza e Formentera, conquistate grazie al contributo determinante di Guglielmo de Montgrí, arcivescovo di Tarragona, di suo fratello Bernardo di Santa Eugenia e dell'aristocrazia catalana, che concluse l'impresa nel 1235.
Nel 1236, le isole furono ripopolate da contadini provenienti dall'Empúries.

## Il regno

Stemma del Regno di Maiorca: quattro bande verticali rosse (Aragona) e una banda azzurra

Il regno fu costituito nel 1262 e nel 1276; il figlio cadetto di Giacomo il Conquistatore, Giacomo II di Maiorca, ereditò il regno assieme alle contee di Rossiglione e di Cerdagna e alla signoria di Montpellier, territori che confluirono nel regno di Giacomo II, che dapprima rifiutò l'atto di vassallaggio al fratello, Pietro il Grande, re della Corona d'Aragona e riuscì a mantenere la sua indipendenza sino al 20 gennaio 1279, quando con il trattato di Perpignano si riconobbe vassallo del fratello e si impegnò a partecipare ogni anno alle cortes (assemblee) catalane, ricostituendo l'unità politico-economica della Corona d'Aragona. Dopo i Vespri siciliani, nella contesa che oppose il fratello Pietro al papa Martino IV, Giacomo si schierò dalla parte del papa, e quando quest'ultimo esautorò Pietro e indisse la crociata contro l'Aragona, Giacomo appoggiò il re di Francia, Filippo III l'Ardito, nell'invasione della Catalogna, che però ebbe esito negativo.
Alfonso III, succeduto al padre, Pietro III il Grande, nel 1285, nel corso del 1286, invase Maiorca e conquistò anche l'isola delle Pitiuse, Ibiza. Poi passò all'isola di Minorca e, nel 1287, portò a compimento la conquista dell'isola, che fu ripopolata con popolazioni catalane (secondo il cronista Raimondo Muntaner de bona gent de catalans), anche se era rimasta una piccola parte della popolazione musulmana.
Giacomo II fu detronizzato dal nipote dal trono del regno di Maiorca, mentre mantenne gli altri feudi continentali, con l'aiuto del re di Francia, Filippo IV il Bello.
Nel 1295, sul trono di Aragona, ad Alfonso III succedette Giacomo II il Giusto, che, nel 1298, con il trattato di Argilers, riconsegnò il regno di Maiorca a Giacomo II di Maiorca, che, richiamandosi al trattato di Perpignano, del 1279, si riconobbe vassallo del re d'Aragona, Giacomo II il Giusto.
Giacomo II regnò ancora per oltre vent'anni, dando impulso ad una politica agraria, che prevedeva la colonizzazione delle aree rurali; incrementò le rendite della casa reale; favorì la creazione di consolati in Nordafrica e nel regno di Granada; creò un nuovo sistema monetario; diede impulso alla creazione dell'industria tessile; rafforzò il potere reale nei confronti della nobiltà e del clero; diede impulso alla costruzione di palazzi e castelli, come il palazzo castello di Perpignano e Palazzo reale La Almudaina, la cattedrale di ed il castello di Bellver di Palma di Maiorca ed infine, con il processo e la soppressione dell'ordine dei templari, ne approfittò per impossessarsi di tutti i loro beni nelle isole Baleari e Pitiuse.
A Giacomo II succedette il figlio, Sancho il Pacifico, che regnò solo quattro anni e dovette impegnarsi ad aiutare il cugino Giacomo II il Giusto della Corona d'Aragona nella conquista della Sardegna. Sancho, dopo quattro anni di regno, morì nel corso del 1324, ed alla sua morte gli succedette il nipote Giacomo III il Temerario, di circa nove anni, sotto la tutela dello zio, ecclesiastico, Filippo di Maiorca, con un consiglio di reggenza, costituito da alcuni nobili del regno.

## Ultimi anni del regno
Filippo di Maiorca, obbligato a mantenere fede a l'impegno di aiutare la corona d'Aragona a conquistare la Sardegna impose dure condizioni economiche al regno di Maiorca, che in pochi anni subì una dura crisi finanziaria. Nel 1335, Giacomo III il Temerario, riconosciuto maggiorenne, cominciò a riorganizzare il suo regno, ma era essenziale che il rapporto con il regno d'Aragona si mantenesse buono, quindi si sposò con la cugina, Costanza d'Aragona. Nello stesso anno, alla morte del suocero, Alfonso IV il Benigno, salì sul trono di Aragona, Pietro IV il Cerimonioso, che non aveva in simpatia il cugino e cognato e per prima cosa voleva ristabilire il giuramento di vassallaggio del re di Maiorca al re d'Aragona, cui aveva rinunciato suo nonno Giacomo II d'Aragona, il Giusto, con il trattato di Anagni, del 1295.
Dopo alcuni anni di dispute e ripicche, Pietro il Cerimonioso aprì il processo per tradimento contro Giacomo III. Il processo condotto dal re di Aragona stesso finì per concludersi nel 1343, con la condanna del re di Maiorca Giacomo alla confisca di tutti i beni che erano rivendicati dalla corona d'Aragona. Al rifiuto di Giacomo di ottemperare alle disposizioni del tribunale, Pietro invase il regno di Maiorca e, dopo aver sconfitto Giacomo nella battaglia di Santa Ponça, lo occupò. Giacomo si ritirò allora nelle contee pirenaiche, ma anche quelle, nel corso del 1344, furono attaccate ed occupate dalle truppe catalano-aragonesi.

## Pretendenti al trono
Nel 1349, venduta la signoria di Montpellier (ultimo feudo rimastogli, tra Occitania e penisola iberica) al re di Francia, Filippo VI di Valois, Giacomo III mise insieme un esercito, con cui tentò di recuperare il regno di Maiorca, sbarcando sull'isola di Maiorca, dove, il 25 ottobre 1349, fu sconfitto e perse la vita alla battaglia di Llucmajor, dove anche il figlio, Giacomo il pretendente, fu ferito e fatto prigioniero da Pietro il Cerimonioso, re d'Aragona, insieme alla seconda moglie del padre e dunque regina madre, Violante de Villaragut e sua sorella Elisabetta (o Isabella). Rimase prigioniero nel castello di Játiva e nel Castello Nuovo di Barcellona fino al 1362. Giacomo si recò in Francia in cerca di aiuto per riconquistare il regno perduto, ma le buone relazioni tra Francia e Aragona però fecero abortire subito il suo progetto.
Fece un ultimo tentativo con Luigi I d'Angiò, fratello di Carlo V di Francia, che gli permise di reclutare un esercito di 6.000 mercenari e di marciare sulla Catalogna. Nell'agosto del 1374 valicò i Pirenei a Conflent e riuscì ad arrivare a Cugat del Vallés alle porte di Barcellona ma fu respinto e dopo un anno di inutili tentativi, nel febbraio del 1375, fu costretto ad arrendersi e a rifugiarsi a Soria in Castiglia, dove poco dopo morì.
Alla sua morte divenne regina di Maiorca la sorella, Elisabetta (o Isabella), ma il re d'Aragona, il cugino Pietro il Cerimonioso, continuò a negarle la restituzione dei feudi e benché per tutta la vita si fosse adoperata per rientrare in possesso del regno di Maiorca e delle contee, non riuscì nell'intento. Morì in Francia, nel 1406, e con lei si estinse la casa di Aragona-Maiorca e nessuno dei suoi sei figli reclamò più per l'usurpazione di Pietro il Cerimonioso.

## Elenco dei re di Maiorca
I re di Maiorca furono:
- Giacomo I di Aragona (regno 1231–1276), fondatore del regno.
- Giacomo II di Maiorca (regno 1276–1311).
  - Alfonso III di Aragona (conosciuto come el Franc, "il Libero"), conquistò le isole di Maiorca nel 1285 e Ibiza nel 1286 da Giacomo II di Maiorca, e recuperò Minorca dalla dominazione dei Mori. Con il Trattato di Anagni, queste isole furono rese a Giacomo II d'Aragona. I territori continentali del Rossiglione e della Cerdagna rimasero sotto il controllo di Alfonso.
- Sancho I di Maiorca (regno 1311–1324).
- Giacomo III di Maiorca (regno 1324–1344; morto 1349), fu anche Signore di Morea, con il titolo di principe di Acaia.
  - Il regno fu occupato e annesso nel 1344 da Pietro IV d'Aragona, dopo di che il titolo divenne nominale.
- Giacomo di Morea (pretendente 1349–1375), Principe di Acaia
- Isabella di Maiorca (pretendente 1375 – c. 1404); sposò Giovanni II, Marchese del Monferrato. I discendenti di Isabella non continuarono la dinastia.